# Јустинијанов зборник
Јустинијанов зборник (лат. Corpus Iuris Civilis) је збирка целокупног римског права коју је објавио римски цар Јустинијан I (527—565) у периоду између 529. и 534.

## Историјат
Обављање овог огромног задатка Јустинијан је поверио комисији са правником Трибонијаном на челу. Комисија је у веома кратком року прегледала и средила хиљадугодишње римско право, почев од Закона дванаест таблица из 450. п. н. е. све до Јустинијана I. Кодификовано је право садржано у царским одлукама (leges) и право настало из званичних мишљења познатих правника (ius).

## Делови
Јустинијанов зборник се састојао од три дела, а касније је добио и четврти:
1. Јустинијанов Кодекс (Збирка царских одлука од Хадријана до Јустинијана I) из 529. и допуњен 534. године, у 12 књига;
2. Дигеста (Збирка мишљења римских правника и уџбеник права) из 533. године, у 50 књига;
3. Институције (Изводи из Дигеста и приручник за младе правнике) из 533. године, у 4 књиге;
4. Новеле (Збирка царских одлука објављених за време Јустинијана I) од 535. до 565. године, 168 новела.

Рад на зборнику је започео 528. године Јустинијановом царском одлуком Haec quae necessario којом је наредио Трибонијановој комисији да кодификује право садржано у царским одлукама (leges). Комисија је за само годину дана израдила Јустинијанов Кодекс (Codex Iustinianus), који је царском одлуком Summa rei publicae ступио на снагу 529. године.
Одмах после завршетка Кодекса, Јустинијан је одлуком Deo auctore наредио Трибонијановој комисији да кодификује целокупно право садржано у Закону дванаест таблица, законима скупштина, мишљењима сената, преторовим едиктима и мишљењима познатих правника (ius). Комисија је прегледала око 2000 разних књига и после три године је израдила Дигеста (Digesta од лат. digere — средити), која је царском одлуком Tanta ступила на снагу 16. децембра 533. године. Дигеста је најважнији део Јустинијановог зборника и одређен је да буде уџбеник права у правним школама.
Због обимности Дигеста, уочено је да је потребно израдити и кратак правни приручник за почетнике. Царском одлуком Imperatoriam maiestatem од 21. 11. 533. године започет је рад на овом приручнику, који је назван Институције (Institutiones). Приручник је царском одлуком Cupidae legum iuventuti постао део Јустинијановог зборника, а ступио је на снагу одлуком Tanta заједно са Дигестама.
После ступања на снагу Дигеста и Институција утврђено је да између њих и Кодекса постоје бројне противречности. Јустинијан је покушао да их отклони са Педесет одлука (Quinquaginta decisiones), али се то показало као непрактично, па се приступило изради другог издања Кодекса, названог Кодекс поновног читања (Codex repetitae praelectionis), који је царском одлуком Cordi ступио на снагу 534. године.
Јустинијан је наставио законодавни рад у наредних тридесет година, доносећи царске одлуке до краја свог живота, које су назване Новеле (Novellae). Њима су уређиване све области живота. Никад нису сакупљене у званичну збирку, али постоји неколико приватних збирки, од којих је најпознатија Аутентикум (Authenticum). Она је најпотпунија и садржи 168 царских одлука, од којих су неке донели цареви после Јустинијана. Због свог великог значаја Новеле се сматрају саставним делом Јустинијановог зборника.

## Дигеста
Исте године у којој је објављен Кодекс започеле су и активности на кодификовању ius-a. Конституцију о припреми Дигеста, Deo auctore, Јустинијан издаје 15. децембра 530. године и упућује је Трибонијану, који је радом на Кодексу стекао императорово поверење. Јустинијан овлашћује свог квестора да сам образује комисију и да јој да упутства за рад. У њу су морали да уђу професори и адвокати, а дати су јој следећи задаци: да прегледа сва дела правника који су имали ius publicae respondendi, да отклони уочене противречности и да, избегавајући понављања, прихваћена решења унесе у зборник. Мишљења класичних правника требало је изложити према систематици „Кодекса” и „Вечитог едикта” у педесет књига на поглавља.
Посао је завршен у року од три године. Император Јустинијан је то озваничио једном конституцијом, CONSTITUTIO TANTA, од 16. децембра 533. године. У њој је објаснио систематику Дигеста и побројао чланове комисије. Теофил и Кратин су били професори правне школе у Константинопољу, а Доротеј и Анатолије у Бејруту. Император Јустинијан у конституцији даље објашњава да су у унетим фрагментима назначена имена аутора и дела из којих су они узети, како опус према којима се гаји велико поштовање не би пао у заборав.

## Новеле
Објављивањем поновљеног зборника конституција окончан је Јустинијанов пројект на кодификовању права али тиме императорова законодавна активност није престала. Од 535. године до 541. године и 542. године император Јустинијан, уз Трибонијанову помоћ издаје низ конституција. Након тога законодавна власт опада, јер није више било славног Трибонијана и Јохана из Кападокије.

## Обнова
Јустинијанов зборник се у Византији примењивао још око 900 година, све до њене пропасти 1453. године. Ипак треба напоменути да се овај зборник временом мењао и прилагођавао новонасталом феудалном друштвеном систему. Тако је настало византијско право, изграђено на темељима римског права садржаног у Јустинијановом зборнику. У ово доба је настао велики број правних зборника, од којих су најпознатији: Еклога (740. година), Прохирон (око 869. године), Василике (крајем 9. века), Хексабиблос (судски приручник из 1345. године) и велики број грађанско-црквених зборника (номоканона). На основама римско-византијског права развило се и српско средњовековно право, чији су најважнији зборници Законоправило светог Саве (из 1219. године) и Душанов законик (из 1349. и допуњен 1354. године).
У западној Европи је нестало интересовање за римско право убрзо после Јустинијанове смрти. Германски народи су преотели Византинцима територије на западу, које је заузео Јустинијан, и увели су своје обичајно право. Наредних 500 година право у западној Европи знатно заостаје од византијског права у источној Европи. Ипак, развој трговине и занатства на западу, нарочито у градовима северне Италије, доводи до занимања за римско право, које је имало прописе за уређивање нових друштвених односа. Проучавање римског права у западној Европи је почело у 11. веку на правном факултету у Болоњи, тако што је изучаван рукопис Дигеста који је пронађен у Пизи. Средњовековни правници су проучавали и тумачили Јустинијанов зборник, а своја тумачења су бележили у самом зборнику. Оваква белешка се зове глоса. Белешка се записивала између редова (glossa interlinearis) или на маргини (glossa marginalis). Због оваквог рада на тумачењу Јустинијановог зборника ови правници су названи глосатори. Глосатор Дионисије Годофредус је 1583. године за Јустинијанов зборник први употребио назив Corpus Iuris Civilis (Зборник грађанског права) и тај назив се користи до данас. Рад глосатора има велики значај. На основу њихових тумачења су настали први савремени грађански законици: Француски 1804, Аустријски 1811. и Српски 1844.
Већина садашњих правних система у Европи и свету је изграђено на основама римског права кодификованог у Јустинијановом зборнику. Целокупна правна терминологија је превод латинских оригинала. На свим правним факултетима у свету на уводној години се учи римско право, чак и у државама које немају правне системе засноване на римском праву. Ово говори о његовој великој вредности.

## Цитати
Јустинијанов зборник је још у оно време садржао начела Француске револуције: слобода, једнакост и братство. У Зборнику се гарантује заштита приватне својине и хуманост у праву. Све ово се види из цитата Јустинијановог зборника.
Iure enim naturali ab initio omnes homines liberi nascebantur.
- Према природном праву, сви људи су рођени слободни.
- Институције, књига 1, наслов 2.

Digna vox maiestate regnantis legibus alligatum se principem profiteri: adeo de auctoritate iuris nostra pendet auctoritas.
- Владар је достојан ако се понаша као поданик права: наша власт да се покорава праву.
- Кодекс, књига 1, наслов 14, одељак 4, цитирање едикта царева Теодосија II и Валентијана III.

Iuris praecepta sunt haec: honeste vivere, alterum non laedere, suum cuique tribuere. 
- Ово су препоруке права: живети часно, не повредити другога, дати свакоме оно што му припада.
- Институције, књига 1, наслов 1.

Domus tutissimum cuique refugium atque receptaculum sit. 
- Кућа сваког појединца је за њега сигурно уточиште и склониште.
- Дигеста, књига 2, наслов 4, одељак 18, цитирање Гаја, Према Закону дванаест таблица, књига 1.

Cuius merito quis nos sacerdotes appellet: iustitiam namque colimus et boni et aequi notitiam profitemur, aequum ab iniquo separantes, licitum ab illicito discernentes, bonos non solum metu poenarum, verum etiam praemiorum quoque exhortatione efficere cupientes, veram nisi fallor philosophiam, non simulatam affectantes.
- Нас правнике би с правом могли назвати свештеницима ове уметности, јер ми уређујемо правду и утврђујемо шта је добро и праведно, раздвајајући право од погрешног и издвајајући законито од незаконитог, желећи да учинимо људе добрима страхом од казне, али и охрабрујући их наградама, доводећи их до истинске, a не одглумљене мудрости.
- Дигеста, књига 1, наслов 1, одељак 1, цитирање Улпијана, Институције, књига 1.